# 江定
江定（1866年—1916年9月13日），日治臺灣臺南廳楠梓仙溪西里竹頭崎（今臺南市南化區玉山里）隘寮腳人，為大明慈悲國第二任首領。

## 生平
江定有名望，臺灣日治時期被鄉民聯名推舉為當地區長。日本明治三十二年（1899年），與好友一言不合而將之殺死，被通緝，從此銜恨公家，率領部眾百人，不時在山區游擊，攻殺官吏，號稱“內山王”，鄉民依然供應其部眾飲食衣料等。1901年，日軍攻破江定的山頭，擊斃其部下，面目模糊難辨，即誤以為是江定的屍體，於是取消通緝，江定未死，繼續抗日。
大正四年（1915年）7月6日，江定、余清芳、羅俊等人一同策動西來庵事件，佯稱五福王爺顯靈，鼓吹信眾起事，殺日本官吏、軍警；建立大明慈悲国，余清芳自称“大明慈悲國奉旨平台征伐天下大元帅”，江定称“副元帅”。7月14日，曾被余清芳等人推舉為擬任皇帝的江定之子江燐阵亡。8月，事敗，余清芳被捕，江定继為首領。江定逃入山中，繼續游擊抗日，至次年（1916年）4月始被總督府劝降。江定於1916年4月16日出山接受招安，但隨後仍於5月18日被日人逮捕，並判處死刑；9月13日行刑，享年51虚歲。